# Isophya straubei
Isophya straubei är en insektsart som först beskrevs av Franz Xaver Fieber 1853.  Isophya straubei ingår i släktet Isophya och familjen vårtbitare.

## Underarter
Arten delas in i följande underarter:
- I. s. straubei
- I. s. paucidens